# Challes (Sarthe)
Pour les articles homonymes, voir Challes.
Challes est une commune française, située dans le département de la Sarthe en région Pays de la Loire, peuplée de 1 161 habitants (les Challois).
La commune fait partie de la province historique du Maine, et se situe dans le Haut-Maine (Maine blanc).

## Géographie
Le village est situé à environ 20 kilomètres du Mans, à 10 min de la sortie de Parigné-l'Évêque sur l'A28 (Le Mans-Tours, E502) et à 20 min du Mans. Le territoire est parcouru par trois cours d'eau : le Narais, le Vivier et la Hune.
On y trouve un paysage très varié : des collines d'herbe, des vallées, beaucoup de forêts ainsi que de grandes plaines étendues sur des kilomètres carrés.

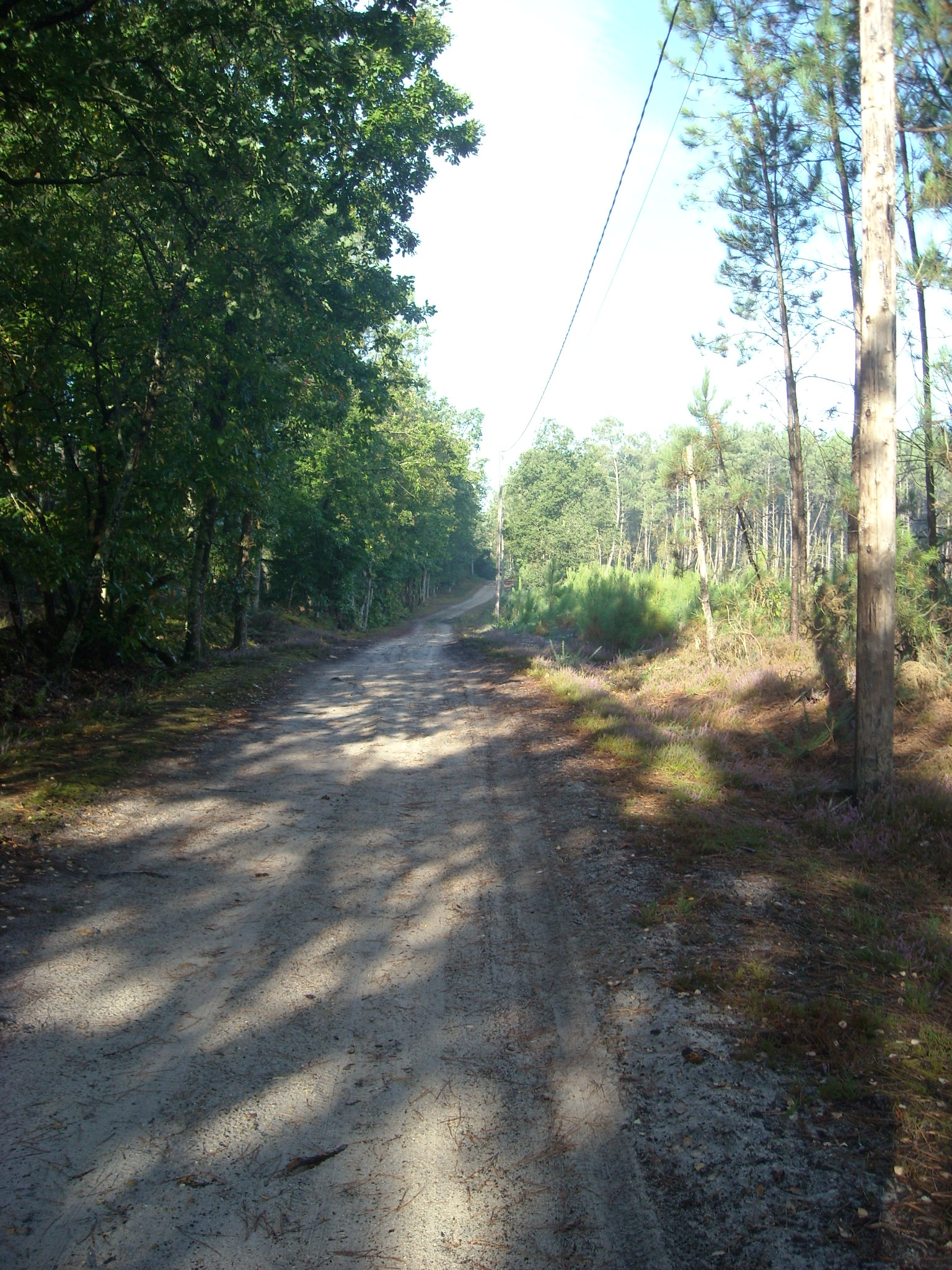
Le bois de la Gardonnière.

### Communes limitrophes
|                  | Ardenay-sur-Mérize | Surfonds                        |
| Parigné-l'Évêque | Challes            | Volnay, Saint-Mars-de-Locquenay |
|                  | Le Grand-Lucé      | Villaines-sous-Lucé             |

### Climat
Pour des articles plus généraux, voir Climat des Pays de la Loire et Climat de la Sarthe.
En 2010, le climat de la commune est de type climat océanique dégradé des plaines du Centre et du Nord, selon une étude du CNRS s'appuyant sur une série de données couvrant la période 1971-2000. En 2020, Météo-France publie une typologie des climats de la France métropolitaine dans laquelle la commune est dans une zone de transition entre le climat océanique et le climat océanique altéré et est dans la région climatique  Moyenne vallée de la Loire, caractérisée par une bonne insolation (1 850 h/an) et un été peu pluvieux. 
Pour la période 1971-2000, la température annuelle moyenne est de 10,9 °C, avec une amplitude thermique annuelle de 14,4 °C. Le cumul annuel moyen de précipitations est de 708 mm, avec 11,2 jours de précipitations en janvier et 6,8 jours en juillet. Pour la période 1991-2020, la température moyenne annuelle observée sur la station météorologique de Météo-France la plus proche, sur la commune de Saint-Corneille à 16 km à vol d'oiseau, est de 12,0 °C et le cumul annuel moyen de précipitations est de 774,0 mm,. Pour l'avenir, les paramètres climatiques de la commune estimés pour 2050 selon différents scénarios d'émission de gaz à effet de serre sont consultables sur un site dédié publié par Météo-France en novembre 2022.

## Urbanisme

### Typologie
Au 1er janvier 2024, Challes est catégorisée commune rurale à habitat dispersé, selon la nouvelle grille communale de densité à sept niveaux définie par l'Insee en 2022.
Elle est située hors unité urbaine. Par ailleurs la commune fait partie de l'aire d'attraction du Mans, dont elle est une commune de la couronne,. Cette aire, qui regroupe 144 communes, est catégorisée dans les aires de 200 000 à moins de 700 000 habitants,.

### Occupation des sols
L'occupation des sols de la commune, telle qu'elle ressort de la base de données européenne d’occupation biophysique des sols Corine Land Cover (CLC), est marquée par l'importance des territoires agricoles (55,1 % en 2018), une proportion sensiblement équivalente à celle de 1990 (55,8 %). La répartition détaillée en 2018 est la suivante : 
forêts (42,6 %), terres arables (34,6 %), prairies (17,3 %), zones agricoles hétérogènes (3,2 %), zones urbanisées (2,3 %). L'évolution de l’occupation des sols de la commune et de ses infrastructures peut être observée sur les différentes représentations cartographiques du territoire : la carte de Cassini (XVIIIe siècle), la carte d'état-major (1820-1866) et les cartes ou photos aériennes de l'IGN pour la période actuelle (1950 à aujourd'hui).

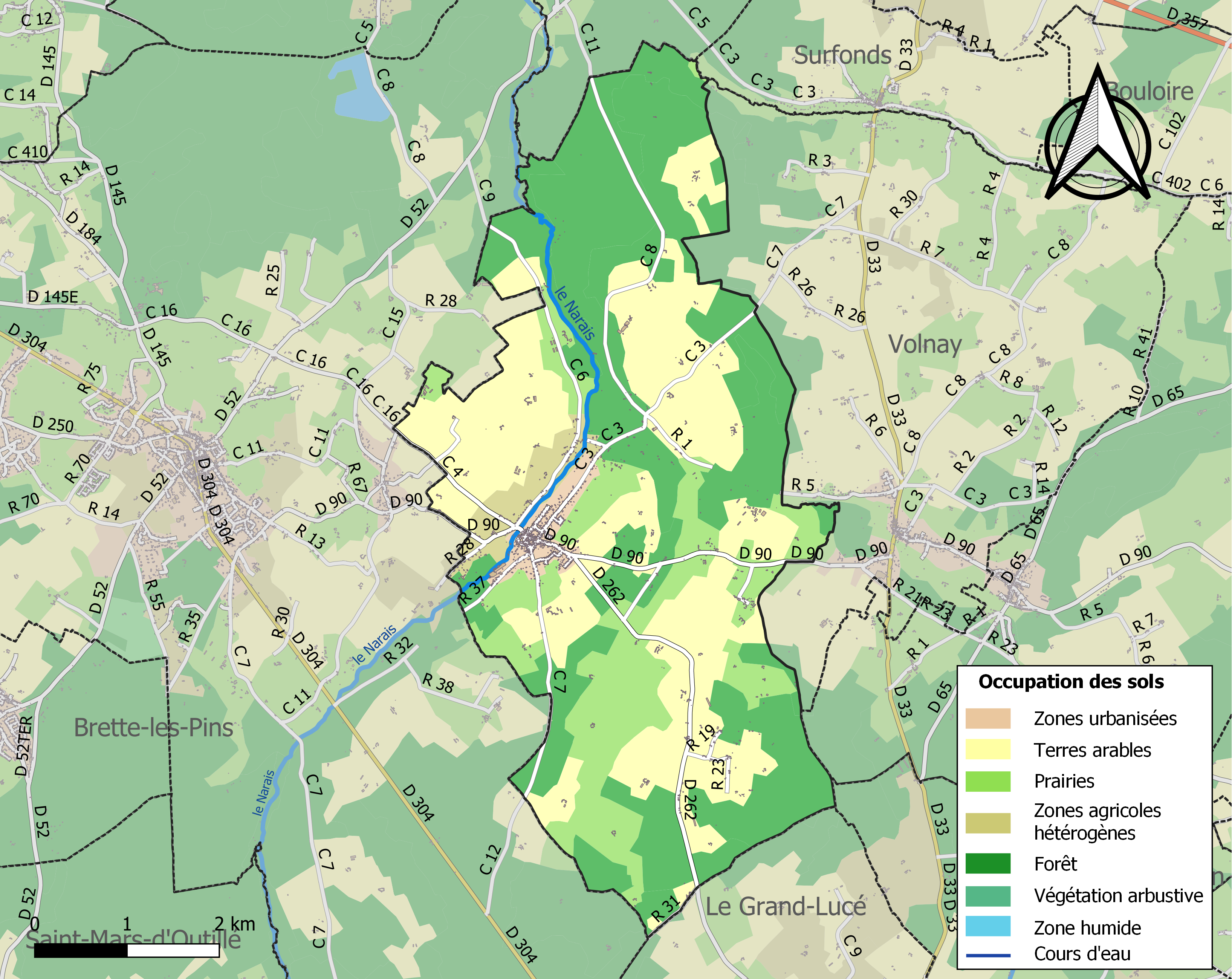
Carte des infrastructures et de l'occupation des sols de la commune en 2018 (CLC).

## Politique et administration
| Période                                  | Période   | Identité           | Étiquette | Qualité                               |
| ---------------------------------------- | --------- | ------------------ | --------- | ------------------------------------- |
| 1989                                     | mars 2001 | Marlène Laurent    | SE        |                                       |
| mars 2001                                | mars 2008 | Bernard Christians | SE        | Agriculteur                           |
| mars 2008                                | mars 2014 | Rémy Legeay        | SE        | Technicien de laboratoire routier DDE |
| mars 2014                                | En cours  | Guy Fourmy         | DVD       | Artisan menuisier                     |
| Les données manquantes sont à compléter. |           |                    |           |                                       |

Le conseil municipal est composé de quinze membres dont le maire et quatre adjoints.

## Démographie
L'évolution du nombre d'habitants est connue à travers les recensements de la population effectués dans la commune depuis 1793. Pour les communes de moins de 10 000 habitants, une enquête de recensement portant sur toute la population est réalisée tous les cinq ans, les populations de référence des années intermédiaires étant quant à elles estimées par interpolation ou extrapolation. Pour la commune, le premier recensement exhaustif entrant dans le cadre du nouveau dispositif a été réalisé en 2006.
En 2022, la commune comptait 1 161 habitants, en évolution de −4,84 % par rapport à 2016 (Sarthe : −0,25 %, France hors Mayotte : +2,11 %).
La population a été croissante jusqu'en 1840-1850 mais ensuite, à cause de la pauvreté des sols et de l'exode rural, la population a chuté. Ce n'est que depuis les années 1970 qu'elle remonte de nouveau grâce à sa proximité du Mans.
| 1793 | 1800  | 1806  | 1821  | 1831  | 1836  | 1841  | 1846  | 1851  |
| ---- | ----- | ----- | ----- | ----- | ----- | ----- | ----- | ----- |
| 987  | 1 126 | 1 130 | 1 123 | 1 258 | 1 302 | 1 325 | 1 312 | 1 277 |

| 1856  | 1861  | 1866  | 1872  | 1876  | 1881  | 1886  | 1891  | 1896  |
| ----- | ----- | ----- | ----- | ----- | ----- | ----- | ----- | ----- |
| 1 220 | 1 260 | 1 183 | 1 144 | 1 087 | 1 080 | 1 098 | 1 106 | 1 146 |

| 1901  | 1906  | 1911  | 1921 | 1926  | 1931 | 1936 | 1946 | 1954 |
| ----- | ----- | ----- | ---- | ----- | ---- | ---- | ---- | ---- |
| 1 146 | 1 124 | 1 117 | 945  | 1 002 | 959  | 896  | 921  | 942  |

| 1962 | 1968 | 1975 | 1982 | 1990  | 1999  | 2006  | 2011  | 2016  |
| ---- | ---- | ---- | ---- | ----- | ----- | ----- | ----- | ----- |
| 966  | 832  | 745  | 919  | 1 013 | 1 089 | 1 169 | 1 241 | 1 220 |

| 2021  | 2022  | - | - | - | - | - | - | - |
| ----- | ----- | - | - | - | - | - | - | - |
| 1 183 | 1 161 | - | - | - | - | - | - | - |

## Économie
Une entreprise de tissage existe à Challes depuis le début du XIXe siècle propriété, désormais, du maroquinier Hermès. Ses métiers Jacquard presque centenaires continuent à tisser du crin de cheval, utilisée en recouvrement de sièges ou en voilages dans des lieux prestigieux (châteaux, palais, etc.).
- Des années 1970 jusqu'à 2006 : MT Packaging, filiale du groupe Alcan (Albéa depuis fin 2010), 200 salariés environ. MT Packaging est spécialisée dans la fabrication d'emballages injectés pour les secteurs parfumerie et cosmétique. L'usine a été délocalisée près de la sortie de l'autoroute A28 à Parigné-l'Évêque. Depuis, l'usine Tecnicaps Packaging, venant de Thorigné-sur-Dué, a repris les locaux.

## Culture locale et patrimoine

### Lieux et monuments

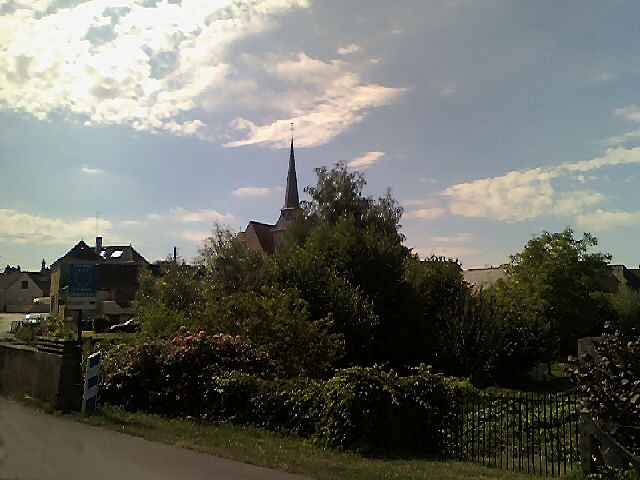
L'église vue depuis le pont

L'église Saint-Laurent a été construite sur une nécropole mérovingienne (des sarcophages ont été retrouvés sous le clocher). Sa construction a commencé à la période romane. Ajouté à la nef originale, un premier transept fut érigé au XIIe siècle. Le clocher remonte au XIVe siècle. La nef fut rebâtie au XVIe siècle et son pignon décoré de graffiti. Les graffiti utilisent une très ancienne technique qui consiste à enduire le mortier frais d'une couche colorée composée d'un mélange de cendres de bois et de chaux, le tout recouvert d'une mince couche de badigeon. Le motif est obtenu en grattant la couche supérieure, laissant apparaître la couche gris-bleuté de cendre et de chaux.
La sacristie date du XVIIe siècle. Enfin, des travaux de consolidation eurent lieu au XVIIIe siècle. Elle est érigée en grès de tuffeau. Son cimetière fut déplacé route de Surfonds au XIXe siècle. Elle vient d'être entièrement restaurée.
La commune de Challes a connu jusqu'à huit moulins :
- Le moulin du bourg sur le Narais ;
- Le moulin Champion sur le Narais ;
- Le moulin de Bégaux, sur le Narais ;
- Le moulin de Longchamps sur la Hune ;
- Le moulin du grand Coudray, sur la Hune ;
- Le moulin de Courtée sur la Hune ;
- Le moulin du Vivier sur le Vivier ;
- Le moulin de la Sauvagère sur le Vivier.

### Activité et manifestations

#### Jumelages
Heidgraben (Allemagne) depuis 1993.

#### Associations
Challes compte un club de football, l'Union sportive de Challes, un atelier théâtre (jeunes et adultes) nommé les Scoubidous et un club de gymnastique volontaire (jeunes, adultes, séniors).

### Personnalités liées à la commune
- Le poète Pierre de Ronsard fut curé de Challes mais n'y officia jamais.
- Lucien Corbin, jadis maire de Challes, accueillit plusieurs enfants juifs et les éleva pendant la guerre. La rue principale et l'école portent son nom.

### Héraldique
| Armes de Challes | Les armes de la commune de Challes se blasonnent ainsi : Taillé ondé : Taillé:au 1er de sinople à l'écureuil contourné tenant une pomme de pin et assis sur une branche alésée, le tout au naturel, au 2e d'or à la coquille saint-Jacques renversée, au naturel et à la rose de gueules, tigée et feuillée de sinople, posée en barre et brochant sur la coquille; à la cotice en barre ondée d'azur brochant sur la partition. |

La partie haute verte avec l'écureuil, symbolisant les grandes étendues de pins maritimes que l'on a pu trouver sur le territoire du village. On y voit également un liseré bleu, qui symbolise le Narais. La partie jaune représenterait les sables de Challes. On y trouve enfin la coquille Saint-Jacques symbolisant le pèlerinage à Saint-Jacques-de-Compostelle et puis la rose en référence à Pierre de Ronsard qui fut curé de Challes.